# بيز فادريت (ليفيغنو ألبس)
بيز فادريت (بالإنجليزية: Piz Vadret (Livigno Alps))‏ هو أحد جبال سلسلة جبال الألب ليفينغو ويقع في كانتون غراوبوندن في سويسرا. يحتل المرتبة رقم 136 في قائمة جبال سويسرا من حيث الارتفاع، إذ يبلغ ارتفاعه حوالي 3199 متر، بينما يبلغ ارتفاع نتوء الجبل 308 متر.